# Hassi Ehl Ahmed Bechne
Hassi Ehl Ahmed Bechne este o comună din departamentul Kobenni, Regiunea Hodh El Gharbi, Mauritania, cu o populație de 12.100 locuitori.